# Detrazione fiscale
Nella scienza delle finanze, in materia di imposizione, per detrazione d'imposta si intende una somma che è possibile sottrarre da una imposta per ridurne, legalmente, l'ammontare.
A differenza della deduzione fiscale, la quale è una riduzione della base imponibile ovverosia l'importo su cui calcolare l'imposta, la detrazione viene applicata all'imposta calcolata (che viene conseguentemente denominata lorda) e, riducendola, dà l'imposta netta, ossia l'imposta effettivamente dovuta.
In scienza delle finanze si utilizza la formula: 
{\displaystyle T=t(Y)-d}
ove T = imposta netta, t = imposta lorda, Y = base imponibile, d = detrazione.

## Esempi
Nell'IRPEF alcune detrazioni sono stabilite in misura fissa, o per il riconoscimento in modo forfettario delle spese di produzione di alcune categorie di reddito (in particolare da lavoro dipendente o da pensione) o per tenere conto dei familiari a carico del contribuente.
Dall'IVA addebitata ai propri clienti, mediante l'istituto della rivalsa (che rappresenta un debito nei confronti dell'Erario), è possibile detrarre l'IVA pagata ai propri fornitori o prestatori di servizi, che invece rappresenta un credito. In alcuni casi l'IVA non può essere detratta, diventando pertanto un costo.
È molto importante distinguere correttamente la differenza tra deduzioni e detrazioni fiscali: le deduzioni fiscali riducono la base imponibile, ovvero l'importo su cui applicare l'aliquota per il calcolo dell'imposta. Le detrazioni, invece, si sottraggono all'imposta lorda calcolata al fine di arrivare all'imposta netta da versare. Le deduzioni fiscali favoriscono normalmente i redditi alti e ciò poiché incidono direttamente sul reddito complessivo sul quale viene calcolata l'imposta.